# Jacob Kragelund
Jacob Kragelund (født 15. januar 1975) er en dansk journalist, tv-vært og foredragsholder. Han blev uddannet journalist på Danmark Journalisthøjskole i 2002. Han har tidligere været tv-vært på DR1s tv-program Forsvundne Danskere. Ligesom han har været tv-vært på forbrugerprogrammet Konsum og nyhedsmagasinet Dagens Danmark på DR1.
Jacob Kragelund var i 2012 tilrettelægger af DR1 Dokumentaren Pigen der ikke ville dø, der med 1,4 mio. seere er den mest sete tv-dokumentar i nyere tid.
Han var i 2016 med til at tilrettelægge TV 2-dokumentarserien ”Moskeerne bag sløret”, der blev nomineret til Cavlingprisen.
I 2018 var han vært og tilrettelægger på true crime-serien ”Drabet uden lig”, der blev sendt på TV 2, og bestod af seks afsnit. Tv-serien vandt FUJs metodepris. I forbindelse med tv-serien udkom der også en bog med samme titel.
Jacob Kragelund overtog i 2019 rollen som vært på DR1s forbrugerprogram Kontant.
Nomineret til Cavlingprisen i 2024 for tv-programmerne "Kontant: Lægerne på Kanten" om sundhedskoncernen Alles Lægehus.

## Eksterne kilder og henvisninger
- Om Kontant på dr.dk
- Om Jacob Kragelund på jacobkragelund.dk
- DRs servere bukkede under efter "Pigen der ikke ville dø" på bt.dk
- Om Drabet uden lig på tv2.dk
- Om "Moskeerne bag sløret" på tv2.dk